# 소배심
소배심(小陪審)은 공판에 있어서 사실 문제를 결정하는 배심을 말한다. 공판배심은 12인으로 구성되며 단 영국의 군재판소(County of court)에서는 8인이다. 결정은 만장일치로 한다.

## 같이 보기
- 배심제
- 대배심
- 재판